# معامله نوسانی
معامله نوسانی، نوسان‌گیری میان‌مدت یا سوینگ تریدینگ (به انگلیسی: Swing trading) یک استراتژی معاملاتی پرریسک در بازارهای مالی است که در آن یک دارایی قابل معامله برای یک یا چند روز نگهداری می‌شود تا از تغییرات و نوسانات قیمت سود برده شود. نوسان‌گیری میان‌مدت معمولاً طولانی‌تر از نوسان‌گیری روزانه، اما کوتاه‌تر از استراتژی‌های سرمایه‌گذاری خرید و نگه‌داری است. سود را می توان با خرید یک دارایی یا فروش استقراضی به‌دست آورد. نشان داده شده است که سیگنال‌های مومنتوم (مثلاً بیشتر/کمتر از ۵۲ هفته) توسط تحلیلگران مالی در توصیه‌های خرید و فروش استفاده می‌شوند که می‌توانند در معاملات نوسانی اعمال شوند.

## روش‌های معاملات نوسانی
استفاده از مجموعه‌ای قوانین عینی مبتنی بر ریاضیات برای خرید و فروش، روشی رایج برای معامله‌گران نوسانی است تا جنبه‌های عاطفی و تحلیل‌های پر زحمت معاملات نوسانی را نادیده بگیرند. از قوانین معاملاتی می‌توان برای ایجاد و ساخت یک الگوریتم معاملاتی (سیستم معاملاتی) با استفاده از تحلیل تکنیکال یا تحلیل بنیادی برای پیدا کردن سیگنال‌ها و آلارم‌های زمان خرید و فروش استفاده کرد.
رویکردهای معاملاتی نوسانی مبتنی بر قانونی ساده‌تر شامل استراتژی الکساندر الدر است که رفتار روند قیمت یک ابزار را با استفاده از سه میانگین متحرک مختلف قیمت‌های بسته توضیح می‌دهد. این ابزار فقط زمانی به صورت طولانی مدت معامله می‌گردد که سه میانگین در جهت بالا حرکت کنند و فقط هم در زمانی که سه میانگین به سمت پایین حرکت می کنند به صورت کوتاه‌مدت معامله می‌شود. اندرو لو، مدیر آزمایشگاه مهندسی مالی، برای موسسه فناوری ماساچوست می‌گوید: «الگوریتم‌ها/سیستم‌های معاملاتی ممکن است پتانسیل سود خود را از دست بدهند زمانی که تعداد زیادی دنبال کننده برای کاهش اثربخشی خود به دست آورند: "اکنون این یک مسابقه تسلیحاتی است. همه در حال ساخت الگوریتم‌های پیچیده‌تر هستند و هر چه رقابت بیشتر باشد، سود کمتری خواهد داشت».
تشخیص اینکه چه وقتی باید به یک معامله وارد و یا از آن خارج شد، چالش اصلی تمام استراتژی‌های معاملات نوسانی است. با این حال، معامله‌گران نوسانی نیازی به زمان‌بندی کامل برای خرید با قیمت پایین و فروش در بیشترین قیمت نوسانات برای کسب سود ندارند. درآمدهای ناچیز اما پیوسته و ثابت که شامل قوانین شدید مدیریت سرمایه‌گذاری است، می‌تواند با گذشت زمان بازده درآمد را زیادتر کند.

## ریسک‌ها
به طور کلی ریسک‌های معاملات نوسانی با سفته‌بازی بازار رابطه مستقیم دارد. معمولاً ریسک ضرر در این معاملات در یک محدوده معاملاتی یا حرکت جانبی قیمت در مقایسه با یک بازار صعودی یا بازار نزولی افزایش می‌یابد.

## معاملات روزانه در مقایسه با معاملات نوسانی
تمایز بین معاملات نوسانی و معاملات روزانه معمولاً زمان حفظ پوزیشن‌ها است. پوزیشن‌های معاملات نوسانی اغلب حداقل یک شب بسته می شود، در حالی که معامله‌گران روزانه پوزیشن‌های خود را پیش از بسته شدن بازار می بندند. برای تعمیم، پوزیشن های معاملاتی روزانه به یک روز محدود می شوند، ولیکن این تعمیم در معاملات نوسانی از چند روز تا چند هفته است.